# Grootkopschildpadden
De grootkopschildpadden (Platysternidae) zijn een familie van schildpadden.
De groep werd voor het eerst wetenschappelijk beschreven door John Edward Gray in 1869. De grootkopschildpadden werden tot voor kort als een onderfamilie van de familie bijtschildpadden beschouwd.
De familie is monotypisch en kent maar één enkele soort, de grootkopschildpad (Platysternon megacephalum). Deze leeft in Azië en heeft verder geen levende verwanten. Wel zijn er vijf ondersoorten, hoewel de status van sommige hiervan ter discussie staat. De grootkopschildpadden onderscheiden zich voornamelijk op chromosomaal niveau van andere families, en komen alleen voor in China en Indochina. De Nederlandse naam is sprekend; de grootkopschildpad heeft een relatief enorme kop, maar er zijn wel meer schildpadden met een grote kop zoals de bekendere bijtschildpad (Chelydra serpentina).

## Taxonomie
Familie Platysternidae
- Geslacht Platysternon
  - Soort Grootkopschildpad (Platysternon megacephalum)